# جينجر هوارد
جينجر هوارد (بالإنجليزية: Ginger Howard)‏ هي لاعبة غولف أمريكية، ولدت في 15 مارس 1994.